# 0473

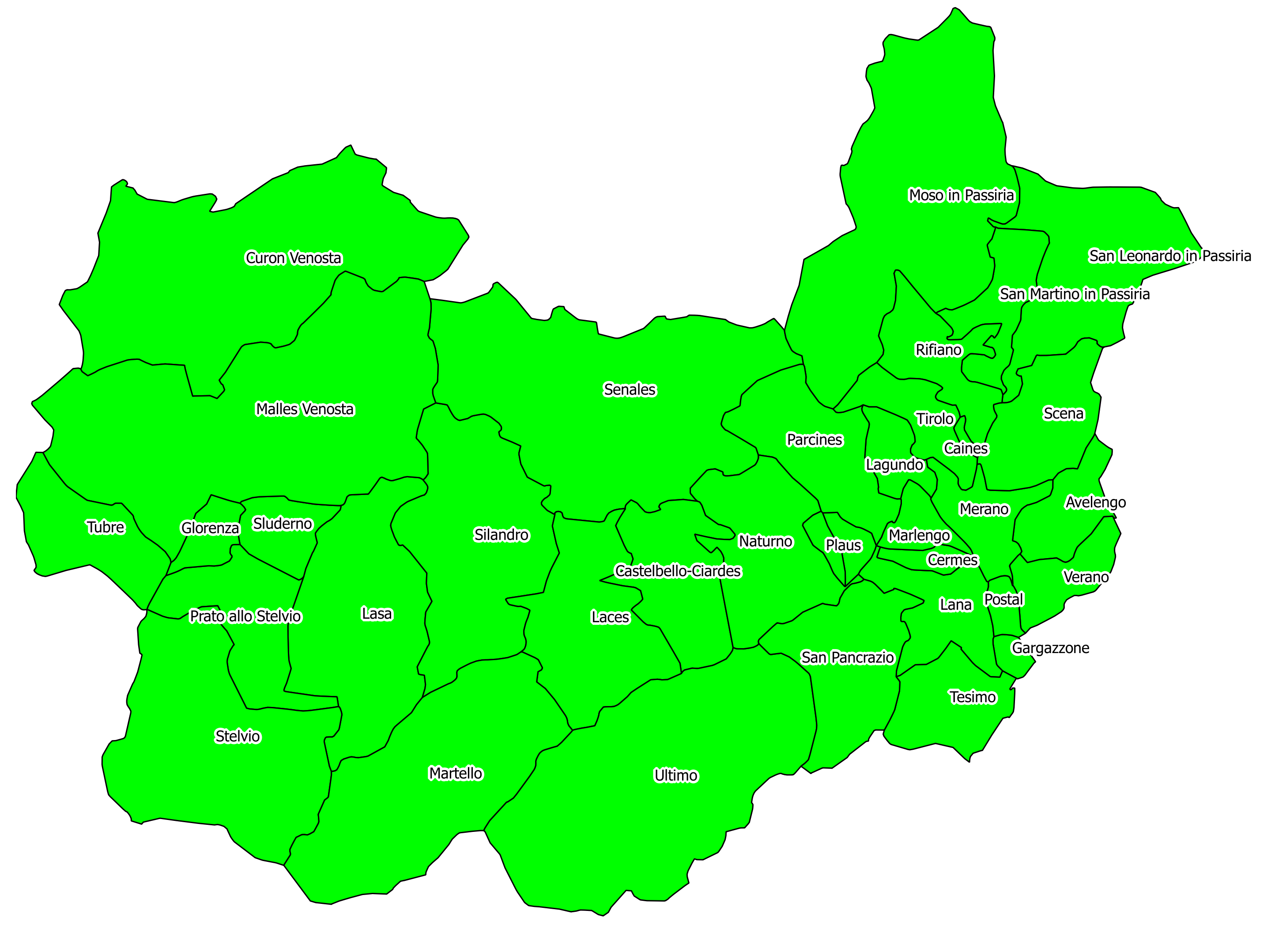
Distretto telefonico di Merano

0473 è il prefisso telefonico del distretto di Merano, appartenente al compartimento di Bolzano.
Il distretto comprende la parte occidentale della provincia autonoma di Bolzano. Confina con la Svizzera a ovest, con l'Austria a nord e con i distretti di Bressanone (0472) a nord-est, di Bolzano (0471) a est, di Cles (0463) a sud e di Sondrio (0342) a sud-ovest.

## Aree locali e comuni
Il distretto di Merano comprende 35 comuni compresi nelle 2 aree locali di Merano (ex settori di Merano, San Leonardo in Passiria e San Pancrazio) e Silandro (ex settori di Curon Venosta, Malles Venosta, Naturno, Prato allo Stelvio e Silandro). I comuni compresi nel distretto sono: Avelengo, Caines, Castelbello-Ciardes, Cermes, Curon Venosta, Gargazzone, Glorenza, Laces, Lagundo, Lana, Lasa, Malles Venosta, Marlengo, Martello, Merano, Moso in Passiria, Naturno, Parcines, Plaus, Postal, Prato allo Stelvio, Rifiano, San Leonardo in Passiria, San Martino in Passiria, San Pancrazio, Scena, Senales, Silandro, Sluderno, Stelvio, Tesimo, Tirolo, Tubre, Ultimo e Verano.